# Chivalry 2
Chivalry 2 es un videojuego multijugador de hack and slash ambientado en la Edad Media. Lanzado al mercado en 2021, fue desarrollado por Torn Banner Studios y publicado por Tripwire Interactive. Secuela de Chivalry: Medieval Warfare (2012), el juego fue lanzado el 8 de junio de 2021 para Microsoft Windows, PlayStation 4, PlayStation 5, Xbox One y Xbox Series X/S.

## Jugabilidad
Chivalry 2 es un juego de acción que se juega desde una perspectiva en primera o tercera persona, a pie o a caballo por primera vez en la serie. En él, los jugadores van equipados con varias armas medievales de combate cuerpo a cuerpo, como martillos de guerra, mazas, mayales, espadas largas y hachas de batalla, aunque también pueden utilizar arcos y flechas. Se pueden encontrar nuevas armas en los alijos de armas del mapa. Los jugadores disponen de tres patrones básicos de ataque cuerpo a cuerpo: tajo horizontal, tajo vertical y puñalada, que pueden encadenarse. Los jugadores también tienen que bloquear los ataques hostiles y, con la sincronización adecuada, pueden hacer tambalearse a sus oponentes y parar sus ataques. Los jugadores deben ser conscientes de cómo blanden sus armas, ya que puede producirse fuego amigo tras un golpe imprevisto. Los jugadores también pueden recoger los miembros desmembrados y las cabezas decapitadas de cualquier jugador en el campo de batalla y utilizarlos como armas. También pueden lanzar sus armas cuerpo a cuerpo a sus enemigos, aunque esto puede dejar al jugador indefenso.
Todos los modos por equipos enfrentan a los Caballeros Agatha, que visten de azul y blanco, y a la Orden Mason, que viste de rojo y negro. El Imperio Tenosiano, una tercera facción, fue lanzado en una actualización posterior. El juego incluye un modo deathmatch por equipos y un modo objetivo por equipos, que admite un máximo de 64 jugadores, así como un modo deathmatch libre. En el modo de objetivo por equipos, un grupo debe entrar en el castillo del equipo contrario y, dependiendo del mapa, destruir un objetivo final, escoltar a un duque controlado por el jugador a una zona segura, eliminar al duque enemigo o matar a todos los jugadores enemigos restantes, mientras que otro grupo se encarga de defender el castillo. La batalla se divide en varias fases, y cada una de ellas tiene sus propios objetivos. En algunos mapas, una vez que los jugadores atacantes asaltan con éxito el castillo, los mejores jugadores del equipo atacante o del equipo defensor (dependiendo del mapa) pueden convertirse en el duque y obtener diversas ventajas de juego. Cada fase de la batalla está cronometrada, y si los invasores no logran completar los objetivos dentro del periodo de tiempo, los defensores ganan la partida.
El 26 de octubre de 2021 se introdujo un "modo pelea" que es esencialmente un modo "todos contra todos" de hasta 40 jugadores que permite estrictamente el uso de armas no convencionales como un pescado, una silla, botellas, un rodillo, pan y una pata de pavo. El 12 de junio de 2022 quedó disponible en Steam, junto con su lanzamiento inicial en la Epic Games Store para PC. En octubre de ese año se amplió al Xbox Game Pass.

## Desarrollo
Torn Banner Studios comenzó a desarrollar el juego en 2017. Según Torn Banner, el juego no fue diseñado para ser un juego de simulación de lucha con espadas, y que el combate sería similar a una "pelea de bar más que a un combate de esgrima", ya que los jugadores pueden utilizar cualquier cosa que encuentren en el campo de batalla como sus armas. A menudo se citó a Monty Python como la inspiración para esta característica. El objetivo principal durante el desarrollo del juego fue aumentar su escala, ya que el número de jugadores se incrementó significativamente a 64. La jugabilidad y la estructura del modo objetivo por equipos, que incluye estas batallas a gran escala, se inspiraron en Juego de Tronos y El Señor de los Anillos, ya que el equipo lo describió como una "experiencia fluida y cinematográfica".
Chivalry 2 fue anunciado en el E3 2019 por el editor Tripwire Interactive durante el PC Gaming Show. El 27 de mayo de 2021 se lanzó una beta abierta que duró hasta el 1 de junio. El juego salió a la venta para Microsoft Windows a través de la Epic Games Store como una exclusiva de un año, PlayStation 4, PlayStation 5, Xbox One y Xbox Series X/S el 8 de junio de 2021 con soporte para el juego cruzado entre plataformas. Deep Silver sirvió como socio de publicación minorista del juego.

## Recepción
Recibió críticas "generalmente favorables", según Metacritic. Leana Hafer, de IGN, alabó el combate de Chivalry 2, escribiendo: "Un excelente compromiso entre la diversión del hack-and-slash y el combate medieval basado en la habilidad hace que las peleas medievales para 64 jugadores sean muy divertidas". A PC Gamer le gustó cómo el juego equilibraba el combate junto con la comedia, describiéndolo como "una brillante mezcla de alta habilidad y baja comedia, y el mejor juego de combate medieval que existe".
PCGamesN disfrutó de los mapas, comparando el diseño y la escala de las zonas con "superproducciones de Hollywood" y "Monty Python". Brendan Caldwell, de Rock, Paper, Shotgun, consideró que las clases ofrecían una variedad de estilos de juego diferentes, pero criticó el modo deathmatch comentando que "carecen de los momentos heroicos (o desastrosos) de las batallas basadas en objetivos, y algunas son decepcionantemente cortas".
El 18 de agosto de 2021, Torn Banner anunció que el juego había vendido un millón de copias. Tras su lanzamiento en Steam, generó otras 300 000 copias vendidas en los 10 días siguientes a su salida.